# Megaw Island
Megaw Island ist die östlichste der Bennett-Inseln in der Hanusse-Bucht vor der Westküste des antarktischen Grahamlands im Norden der Antarktischen Halbinsel.
Luftaufnahmen der US-amerikanischen Ronne Antarctic Research Expedition (1947–1948) und der britischen Falkland Islands and Dependencies Aerial Survey Expedition (1956–1957) dienten ihrer Kartierung. Das UK Antarctic Place-Names Committee benannte sie 1960 nach der britischen Physikerin Helen Dick Megaw (1907–2002), der 1934 eine genaue Bestimmung der Größe einer Einheit im Kristallgitter von Eis gelang.